# Assia (Assia Granatouroff)
Pour les articles homonymes, voir Assia.
Assia, rarement désignée par son nom complet Assia Granatouroff, née le 6 octobre 1911 à Pervomaïsk en Ukraine, dans l'Empire russe, et morte à Paris dans le 15e arrondissement le 17 mai 1982, est une modèle et actrice française qui a été, dans l’entre-deux-guerres, le modèle de nu de nombreux photographes et sculpteurs parisiens.

## Biographie
Assia Granatouroff est la fille de Échiel et Méchama Granatouroff. Elle a un frère, Hersch. Elle a trois ans quand son père, démocrate qui refuse le régime de Nicolas II, part pour les États-Unis en abandonnant les siens. C'est donc sans lui que sa famille vit le début de la Première Guerre mondiale et la révolution russe. Fin 1920, malgré la disparition de la monarchie en Russie, son père ne retourne pas dans son pays, mais demande à sa femme et à ses enfants à le rejoindre à Paris, où il vit chez sa sœur. Le voyage dure près d'un an ; Assia a donc presque onze ans quand elle arrive à Paris.
Elle a seize ans quand elle quitte le domicile familial. Elle s'établit rue de Rennes, près de Montparnasse, qui est alors le centre de la vie artistique de Paris. Elle pratique le dessin, réalise des motifs floraux, qu'elle vend aux usines textiles du Nord, et des travaux de couture. À partir de 1930, elle est modèle pour des photographes comme Roger Schall, qui la découvre, Dora Maar, Germaine Krull, Ergy Landau, Emmanuel Sougez. Très vite, elle pose également pour de nombreux sculpteurs : Charles Despiau, qui nomme Assia une de ses œuvres créée en 1937, Aristide Maillol, Paul Belmondo, Chana Orloff, ainsi que pour des peintres  : André Derain, Moïse Kisling, Kees van Dongen, Marcel Gromaire, Suzanne Valadon, Henry de Waroquier, Edmond Ceria. Assia « incarne l'essence même de la photographie de nu de l'époque ». 
Elle commence au Vieux-Colombier une carrière théâtrale qu'elle poursuivra sous la direction de Charles Dullin. En 1935, elle joue quelques rôles au cinéma et participe au film Les Yeux noirs de Victor Tourjanski.
En 1940, Assia Granatouroff se réfugie en zone libre. Arrêtée en 1943 à Cassis par la Gestapo avec l'acteur Robert Lynen parce que juive, soupçonnée d'appartenir (comme lui) au réseau Alliance, elle parvient à se faire libérer et se refugie en Suisse. Elle francise son nom et se fait désormais appeler Granatour. Son mari est arrêté lui aussi vers 1941 ; il revient de captivité en 1944. Le couple divorce en 1949.
À partir de 1950, elle se rapproche de l'ésotérisme, et sa production artistique s'oriente vers un symbolisme très personnel. Elle réalise des compositions de fleurs, dont elle a une « perception spirituelle », et des tapisseries inspirées de cartes de tarot. Elle expose entre 1972 et 1978.
Un cancer des os l'emporte en quelques semaines le 17 mai 1982,.

## Modèle
Les photographes de la Nouvelle Vision tournent le dos au pictorialisme de leurs prédécesseurs comme au surréalisme, et privilégient l'aspect graphique des clichés. Man Ray, Edward Weston photographient un sujet pour lui-même plus encore que comme représentation. On voit l'apparition du nu pour le nu, dans lequel « c'est la ligne qu'il faut étudier avant tout ; [...] comme la simplicité est une degré supérieur de beauté, c'est donc à la simplicité de la ligne qu'il nous faut parvenir ». En même temps, l'époque voit l'essor de l’activité en plein air, l’exercice physique en groupe, bientôt libre de s’ébrouer pendant les congés payés. 
Dans ce contexte, Assia est un modèle idéal : elle « rayonne d'une beauté et d'un charme parfaitement naturels », « un peu garçonne, avec son carré blond, bouclé, ses jambes solides, son buste fin », qui montre sans afféterie « un corps puissant qu’aucune maternité ou promesse de maternité n’alourdit ». Elle pose en particulier pour des femmes photographes : Dora Maar qui réalise notamment la photographie Assia à la fourrure publiée en novembre 1933 dans la revue Art et Industrie comme première publicité pour le studio Kéfer-Dora Maar, Ergy Landau et Germaine Krull ; pour cette dernière, dans la réclame pour la poudre de riz Gibbs, la "Walkyrie d’acier" saisit l'objet tout en douceur.
Le sculpteur Charles Despiau dira d'elle, dont il donnera plusieurs représentations : « Les épaules sont égyptiennes. Le bassin est grec ». Assia pose pour lui une ou deux fois par semaine de 1934 à 1938.

### Photographies
- « Germaine Krull, 1930 » (consulté le 25 septembre 2009).
- « Emmanuel Sougez, 1935 », sur artnet.fr (consulté le 25 septembre 2009).
- Au Centre Pompidou, Paris[11].

### Principaux photographes ayant pris Assia Granatouroff comme modèle
- Aram Alban
- Laure Albin Guillot
- Rogi André
- Aurel Bauh
- Nora Dumas
- Rémy Duval
- Germaine Krull
- Ergy Landau
- Dora Maar[12]
- Harry Meerson
- Jean Moral
- Roger Parry
- Roger Schall
- Emmanuel Sougez

## Filmographie
- 1935 : Les Yeux noirs, rôle de Lucie.
- 1936 : 
  - Haut comme trois pommes : rôle de Jeannine.
  - Jeunesse d'abord : rôle d'Irma.
  - Mayerling : rôle de la cousine de Marie Vetsera.
- 1937 :
  - Mes tantes et moi : rôle de Simone.
  - Maman Colibri : rôle de Florence Baron.
  - Monsieur Bégonia.
- 1940 : Le Grand Élan, rôle de Ginette.

## Expositions
- 10 novembre 1993 - 9 janvier 1994 : Assia sublime modèle, Musée Despiau-Wlérick, Mont-de-Marsan

puis 22 janvier 1994 - 28 mars 1994 Musée des Beaux-Arts, Calais ; 12 avril - 12 juin 1994 Musée Sainte-Croix, Poitiers.